# Li’or Elijjahu
Li’or Elijjahu hebr. לִיאוֹר אֱלִיָּהוּ(ur. 9 września 1985 w Ramat Gan) – izraelski koszykarz, występujący na pozycji silnego skrzydłowego, reprezentant kraju, obecnie zawodnik Maccabi Aszdod.
W 2006 Orlando Magic wybrało go w drafcie NBA w II rundzie z nr 44.

## Osiągnięcia
Stan na 27 sierpnia 2019, na podstawie, o ile nie zaznaczono inaczej.
Drużynowe
- Mistrz:
  - Ligi Adriatyckiej (2012)
  - Izraela (2007, 2009, 2011, 2012, 2015, 2017)
  - Hiszpanii (2010)
- Wicemistrz:
  - Euroligi (2008, 2011)
  - Izraela (2008, 2013)
- Zdobywca pucharu:
  - Ligi Izraelskiej (superpuchar Izraela – 2010–2014)
  - Izraela (2011, 2012, 2019)
- Finalista:
  - superpucharu Ligi Izraelskiej (2014)
  - pucharu Izraela (2008, 2015)
- 3. miejsce w:
  - Pucharze Hiszpanii (2010)
  - Superucharze Hiszpanii (2010)

Indywidualne
- MVP:
  - ligi izraelskiej (2012, 2015)
  - superpucharu Ligi Izraelskiej (2011)
  - izraelskiego All-Star Game (2011)
  - miesiąca Euroligi (grudzień 2008)
  - 6. kolejki i 1. kolejki (TOP 16) Euroligi (2008/09), 3. kolejki TOP 16 (2010/11)
  - miesiąca ligi izraelskiej (styczeń 2014)
- Wschodząca gwiazda ligi izraelskiej (2004)
- Zaliczony do I składu ligi izraelskiej (2005, 2006, 2009, 2011, 2012, 2015, 2016)
- Uczestnik meczu gwiazd:
  - Eurochallenge All-Star Game (2006)
  - ligi izraelskiej (2011–2017)

Reprezentacja
Seniorów
- 5-krotny uczestnik mistrzostw Europy (2007 – 11. miejsce, 2009 – 13. miejsce, 2011 – 13. miejsce, 2013 – 21. miejsce, 2015 – 10. miejsce)

Młodzieżowe
- Wicemistrz Europy U–20 (2004)
- Zaliczony do I składu mistrzostw Europy U–20 (2005)
- Uczestnik:
  - mistrzostw świata U–21 (2005 – 10. miejsce)
  - Eurobasketu U–20 (2004, 2005 – 4. miejsce)